# Coupe Mitropa 1970-1971
Navigation
Édition précédente Édition suivante
La Coupe Mitropa 1970-1971 est la trentième édition de la Coupe Mitropa. Elle est disputée par seize clubs provenant de cinq pays européens.
La compétition est remportée par le NK Čelik Zenica, qui bat en finale le SV Austria Salzbourg, sur le score de trois buts à un.

## Compétition
Toutes les rencontres se jouent dans un format aller-retour, sauf la finale qui est un match unique.

### Huitièmes de finale
Les matchs ont lieu du 14 octobre 1970 au 6 décembre 1970.
| Équipe 1               | Résultat | Équipe 2             | Aller | Retour |
| ---------------------- | -------- | -------------------- | ----- | ------ |
| Vasas SC               | 3-4      | SV Austria Salzbourg | 3-1   | 0-3    |
| FK Radnicki Kragujevac | 1-3      | Lanerossi Vicenza    | 1-0   | 0-3    |
| Torino Calcio          | 2-3      | MTK Budapest         | 1-1   | 1-21   |
| Linzer ASK             | 1-5      | Skoda Plzen          | 1-1   | 0-4    |
| Grazer AK              | 3-32     | NK Maribor           | 2-0   | 1-3    |
| Diósgyőri VTK          | 2-0      | Lokomotiva Kosice    | 2-0   | 0-0    |
| SK Slavia Prague       | 0-2      | Csepel SC            | 0-2   | 0-0    |
| NK Čelik Zenica        | 3-1      | Calcio Catane        | 3-0   | 0-1    |

1Après prolongation.

2Le Grazer AK se qualifie à la pièce jetée.

### Quarts de finale
| Équipe 1          | Résultat | Équipe 2             | Aller | Retour |
| ----------------- | -------- | -------------------- | ----- | ------ |
| Grazer AK         | 1-2      | MTK Budapest         | 0-0   | 1-2    |
| Csepel SC         | 1-11     | Skoda Plzen          | 0-0   | 1-1    |
| Diósgyőri VTK     | 2-4      | NK Čelik Zenica      | 1-0   | 1-4    |
| Lanerossi Vicenza | 4-5      | SV Austria Salzbourg | 3-2   | 1-3    |

1Le Csepel SC se qualifie à la pièce jetée.

### Demi-finales
| Équipe 1        | Résultat | Équipe 2             | Aller | Retour |
| --------------- | -------- | -------------------- | ----- | ------ |
| Csepel SC       | 3-4      | SV Austria Salzbourg | 2-0   | 1-4    |
| NK Čelik Zenica | 21       | MTK Budapest         | 1-0   | 1-1    |

### Finale
La finale a lieu le 22 septembre 1971 à Gorizia (Italie).
| Équipe 1        | Résultat | Équipe 2             |
| --------------- | -------- | -------------------- |
| NK Čelik Zenica | 3-1      | SV Austria Salzbourg |